# Franz-Olivier Giesbert
Pour les articles homonymes, voir Giesbert et FOG.
Franz-Olivier Giesbert (parfois abrégé « FOG »), né le 18 janvier 1949 à Wilmington (Delaware, États-Unis), est un éditorialiste, présentateur de télévision et écrivain franco-américain, exerçant en France.
Après avoir été directeur de la rédaction du Nouvel Observateur, directeur des rédactions du Figaro, puis directeur du Point, il est le directeur éditorial de La Provence entre 2017 et 2021. Il est éditorialiste au Point.

## Biographie

### Jeunesse
Franz-Olivier Giesbert est le fils de Frederick Julius Giesbert, un Américain né à Chicago, et de Marie Allain, une Française native d'Elbeuf en Normandie qui l'a rejoint en 1946 aux États-Unis, où ils se marient le 6 juin 1947, date symbolique du troisième anniversaire du débarquement allié en Normandie, auquel Frederick a participé le 6 juin 1944 à Omaha Beach. Ses parents lui donnent un prénom « aux origines mélangées : Franz à cause de Schubert, que Frederick écoute à longueur de journée, comme un écho à son origine allemande, et parce que le prénom est courant du côté de Chicago ; Olivier, parce que Marie aime l'arbre et sa consonance ».
Dégoûté par le consumérisme américain, Frederick installe sa famille en 1952 en Normandie, à Elbeuf, où son beau-père lui propose un poste de dessinateur à l'imprimerie Allain.
Après avoir suivi sa scolarité au lycée André-Maurois (Elbeuf), il publie à l'âge de dix-huit ans dans Liberté-Dimanche (édition dominicale de Paris-Normandie) son premier article, consacré à l'élection présidentielle américaine. Il refuse le poste de rédacteur en chef-adjoint du quotidien Paris-Normandie, que lui propose sa famille maternelle, Marie Allain étant l'un des trente-trois actionnaires du quotidien. Parallèlement, il collabore de 1968 à 1972, en qualité de pigiste, à la page littéraire de Paris-Normandie.

### Une vocation au journalisme précoce
À dix-neuf ans, il collabore aux pages littéraires de Paris-Normandie, où il publie des entretiens avec Louis Aragon, Henry de Montherlant, Jules Romains, Maurice Genevoix, Alain Robbe-Grillet, etc.
Il entre en 1969 au Centre de formation des journalistes, où il se lie avec notamment Patrick Poivre d'Arvor. Marqué par les enseignements de François Furet, de Jacques Julliard et de Gilles Martinet, il effectue, durant l'été 1971, son stage de fin d'études aux services « Politique » et « Notre époque » du magazine Le Nouvel Observateur. Il obtient son diplôme la même année.

### Débuts auNouvel Observateur
A l'âge de 22 ans, il est recruté au service politique sur recommandation de Jacques Ozouf, alors à la recherche de jeunes journalistes motivés et susceptibles de professionnaliser le service.
Il publie parmi ses premiers articles une interview de Michel Rocard, puis des reportages sociaux, des papiers sur la presse mais aussi sur Jacques Chaban-Delmas ou Edgar Faure. Il prend successivement en charge la droite et l'exécutif puis, à partir de 1974, la gauche notamment, le PS. Il traite parfois du PCF jusqu'en 1977, mais il est essentiellement attaché à la gauche non communiste (il interroge à deux reprises François Mitterrand en l'espace de deux mois). Parmi les autres hommes politiques à qui il donne la parole figurent Edgar Faure, Jacques Delors et Pierre Mauroy.
Aidé par Lucien Rioux, il collabore avec Pierre Mauroy à la rédaction du livre Les Héritiers de l'avenir (Stock, 1977), où le numéro deux du PS défend la crédibilité du Programme commun. Il publie également une biographie (François Mitterrand ou La tentation de l'histoire) au Seuil en mars 1977.

### Des postes à responsabilité

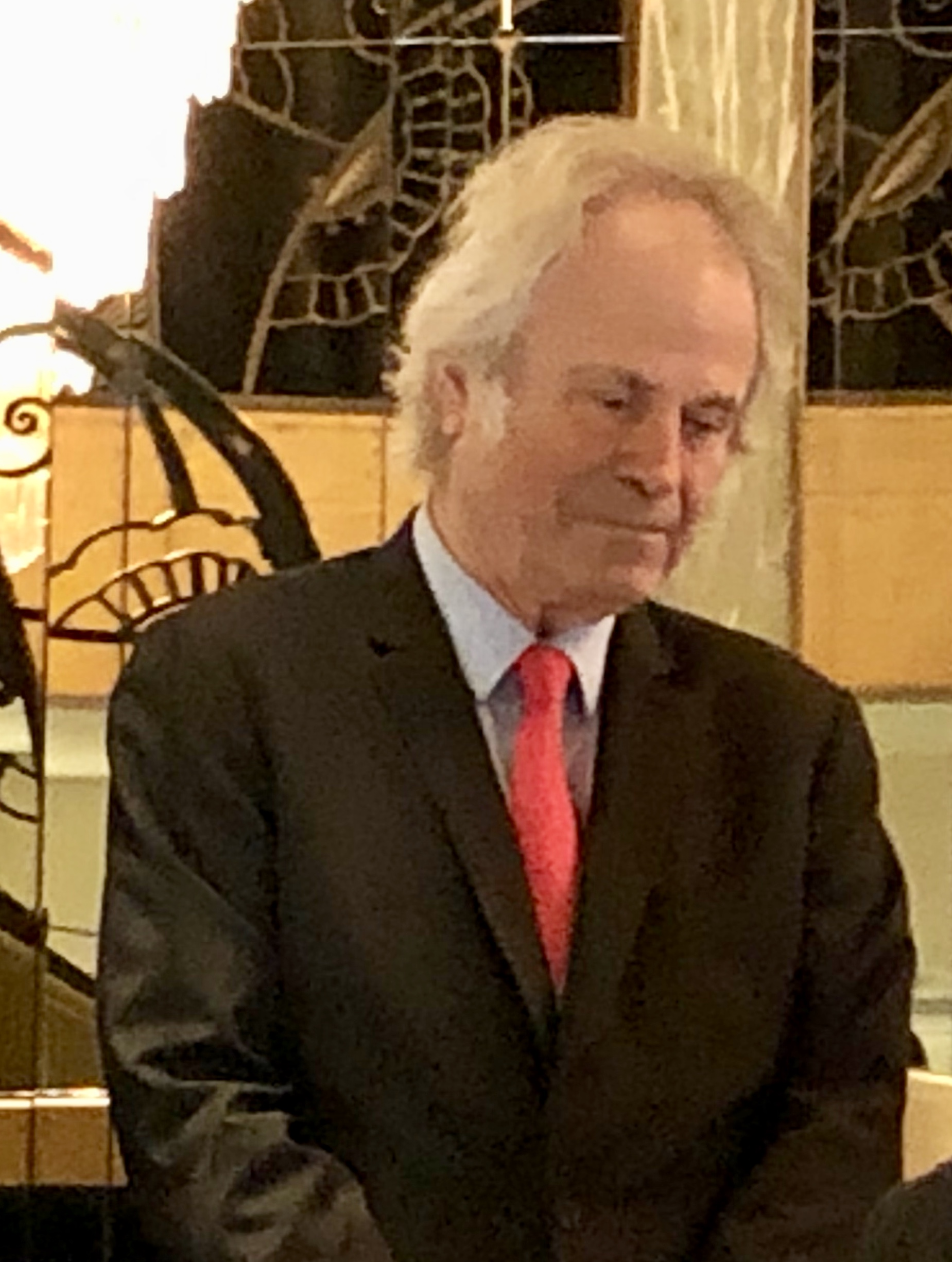
Franz-Olivier Giesbert à la remise du prix Renaudot 2021.

Nommé en 1985 directeur de la rédaction d'un journal en pleine crise, il redresse Le Nouvel Observateur. Il y était considéré comme « de droite » par certains de ses journalistes.
En septembre 1988, après 17 années de collaboration, il quitte Le Nouvel Observateur pour rejoindre Le Figaro, quotidien alors emblématique du Groupe Hersant. Sa mère s'était pourtant vivement opposée à Robert Hersant quand ce dernier avait racheté Paris-Normandie et le passage du grand hebdomadaire de gauche vers le grand quotidien de droite surprend beaucoup de gens, Giesbert ayant écrit à propos de Robert Hersant, dans Le Nouvel Observateur, le 12 juillet 1976 : « Cet homme est dangereux […] croisé de l'Occident […] ancien d'un mouvement antijuif et antimaçonnique ». Jean Daniel dit avoir vécu son départ comme une trahison.
Le ton ou l'impertinence du Point auraient déplu à Nicolas Sarkozy qui, en 2008, aurait demandé la tête de Franz-Olivier Giesbert à François Pinault, tout comme l'auraient fait auparavant François Mitterrand, Jacques Chirac et Dominique de Villepin. En février 2012, François Pinault confirme l'information au magazine économique Challenges : « C'est à moi que Nicolas Sarkozy s'adressait pour me demander régulièrement de virer Franz-Olivier Giesbert de la direction du Point », explique le propriétaire de l'hebdomadaire, avant de préciser que l'immixtion présidentielle lui déplaît et le conduit au contraire à maintenir Giesbert, qu'il décrit comme un « excellent patron de presse, solide, créatif et paradoxal », dans ses fonctions.
Il est membre du jury du prix Renaudot, où il a été élu en juin 1998.
En 2022, il est candidat malheureux à l'Académie française.

### À la télévision

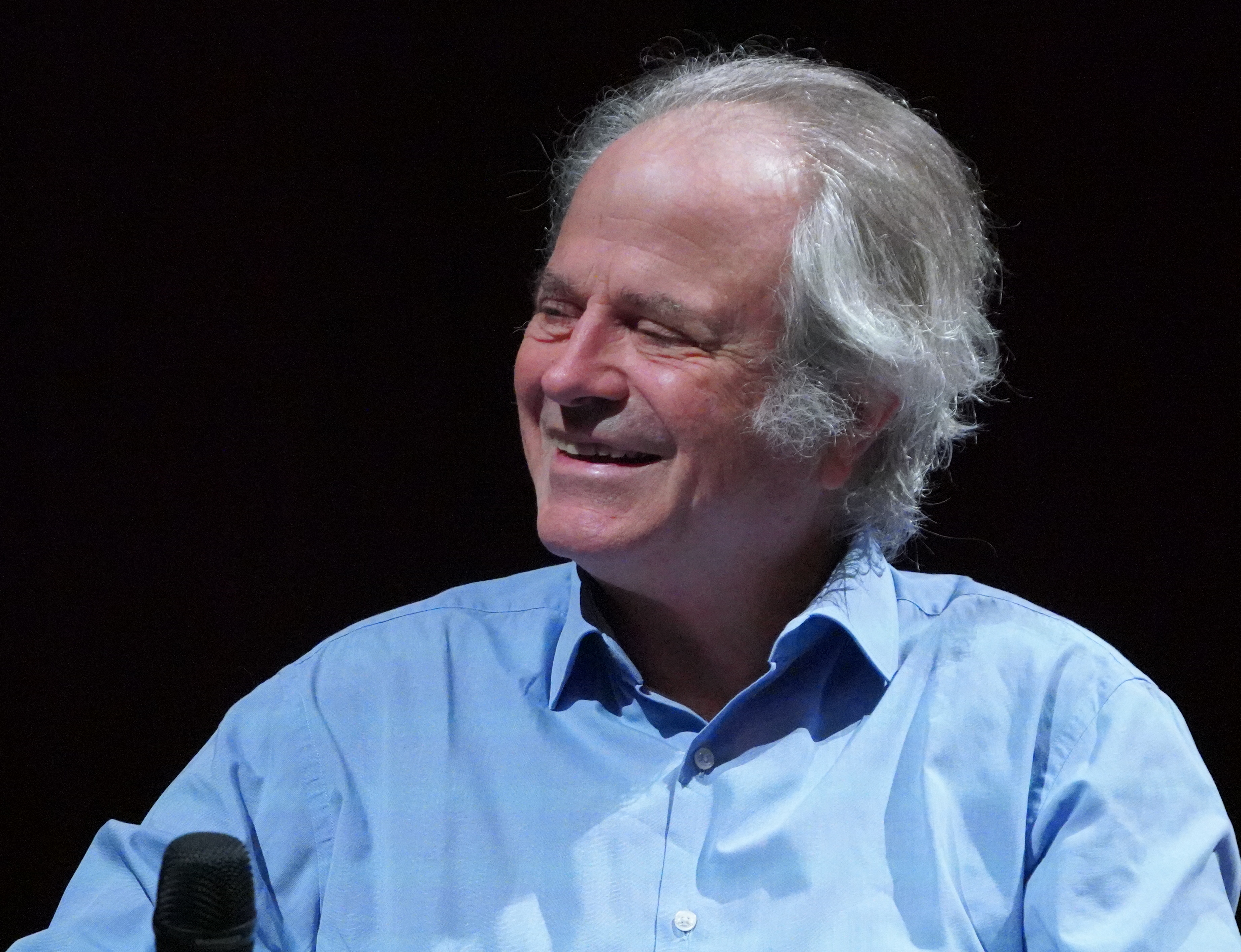
Franz-Olivier Giesbert en 2022.

Depuis octobre 2011, il anime 2012, Les grandes questions sur France 5. Cette émission se poursuit en 2013 sous le titre Les Grandes Questions.
Depuis la rentrée 2012, il anime en première partie de soirée sur France 3 l'émission Le Monde d'après, un magazine de société qui traite de sujets économiques une fois par mois, le lundi soir.
En septembre 2017, il rejoint la bande de chroniqueurs de l'émission Les Terriens du dimanche ! de Thierry Ardisson.

### À la radio
Le 29 août 2014, Franz-Olivier Giesbert rejoint Les Grosses Têtes de Laurent Ruquier sur RTL.

### En presse écrite
En mai 2017, Franz-Olivier Giesbert devient directeur éditorial du journal La Provence, nommé par Bernard Tapie après que celui-ci a pris possession du journal. En septembre 2017, à la suite de nombreux incidents, le syndicat national des journalistes, pose la question « Avez-vous encore confiance en Franz-Olivier Giesbert ? » à la rédaction. Sur 180 journalistes, un peu moins de la moitié prennent part au vote, 74 journalistes répondent « non », 6 votent « oui » et 7 votent blanc,.
A la même époque, Franz-Olivier Giesbert, ainsi que le PDG de La Provence Jean-Christophe Serfati, portent plainte contre Mediapart à la suite d'un article suggérant que la direction du journal fait insidieusement campagne pour la candidate Les Républicains Martine Vassal à la mairie de Marseille. Le procès a lieu le 20 mai 2021 devant le tribunal judiciaire de Marseille. Les deux plaignants perdent leur procès, les magistrats décidant la relaxe totale de Mediapart au motif que son enquête relève de l'intérêt général et repose sur une base factuelle sérieuse.
Le 1er juillet 2021, le départ du journal de Franz-Olivier Giesbert est annoncé.
En 2024, il est éditorialiste au Point.

## Controverses

### La Tragédie du président
Certains observateurs ou hommes politiques se sont émus du caractère particulièrement critique de son essai intitulé La Tragédie du président, paru en mars 2006. Franz-Olivier Giesbert y révèle en effet certains aspects de la vie privée de Jacques Chirac, ce type de détails restant habituellement off (c'est-à-dire non diffusés).
L'auteur avait quant à lui justifié son choix de publier ces informations issues de ses conversations avec Jacques Chirac au motif que le métier des journalistes étant de « faire la lumière sur tout », « si l'on veut garder sa part d'ombre, il ne faut pas fréquenter les journalistes ».
En mai 2006, un journaliste de La Dépêche du Midi relève au sujet des notes utilisées par Franz-Olivier Giesbert pour son livre que « Ses fameux cahiers à spirales font mouche sans complaisance, à l'exception de Nicolas Sarkozy, miraculeusement épargné (on ne sait jamais, s'il devenait président !) », car va suivre l'élection présidentielle française de 2007, à l'issue de laquelle Nicolas Sarkozy est élu président[pas clair].

### Un article complaisant duPoint
Le 11 avril 2007, Franz-Olivier Giesbert est entendu par la police pour la publication en 2005 d'un article jugé complaisant par le juge Philippe Courroye et paru dans son journal Le Point sur le milliardaire français Iskandar Safa, recherché par la justice. Marc Francelet, un collaborateur du Point, aurait été payé 150 000 euros, ce qu'il a nié, pour mettre en contact l'homme d'affaires français et le journal afin de l'interviewer alors qu'Iskandar Safa était en pleine tourmente judiciaire. Quelques jours plus tard, Marc Francelet a été mis en examen pour corruption et détenu pendant deux semaines. Iskandar Safa a, quant à lui, obtenu un non-lieu et été blanchi par la justice,.

### Prix Renaudot 2007
Le 7 novembre 2007, Franz-Olivier Giesbert a été accusé par Christophe Donner, favori pour l'obtention du prix, d'avoir « manipulé » les délibérations du jury du prix Renaudot au profit de Daniel Pennac, qui l'a finalement emporté. Giesbert a nié avoir manipulé les délibérations.

### ÉmissionDes paroles et des actesdu 12 avril 2012
En fin d'une double émission Des paroles et des actes du 12 avril 2012 (soit une semaine avant le premier tour de la présidentielle), Franz-Olivier Giesbert enflamme le web par de longues tirades tournant en dérision la légitimité des petits candidats de la présidentielle de 2012,,. Il a également choqué en disant que Nicolas Sarkozy, le président sortant, a été « très bon ». Sur Twitter, le hashtag #FOG a d'ailleurs fait partie des sujets les plus discutés.

### Les Nouveaux Chiens de garde(film documentaire 2012)
Franz-Olivier Giesbert est l'une des personnes visées par Les Nouveaux chiens de garde, un documentaire français sorti en janvier 2012 qui explore la collusion entre les médias français et le pouvoir politique français.

### Affaire Gabriel Matzneff
En 2020, il prend fait et cause pour l'écrivain pédophile Gabriel Matzneff, dont il publie régulièrement des articles dans Le Point. L'auteur le cite, par ailleurs, comme l'un de ses cinq soutiens indéfectibles.

## Condamnations judiciaires
De 2006 à 2017, Franz-Olivier Giesbert est condamné trente-et-une fois, la plupart du temps pour diffamation.
- Le 12 mars 2009, Franz-Olivier Giesbert est condamné par la cour d'appel de Paris à une amende de deux mille euros, à quatre mille euros de dommages-intérêts et à la publication de la décision dans Le Point, pour diffamation envers le juge Patrick Ramaël, chargé du dossier sur la disparition en 1965 de l'opposant marocain Mehdi Ben Barka[42].
- Le 2 mars 2010, le Tribunal de Grande Instance de Paris condamne, entre autres, Franz-Olivier Giesbert pour la publication illicite d’extraits de procès verbaux dans l’affaire Woerth-Bettencourt. En septembre 2017, la Cour d'appel de Bordeaux le relaxe[43].
- Le 3 mars 2011, Franz-Olivier Giesbert est condamné (2 500 €) par le Tribunal de grande instance de Paris pour s'être soustrait à l’obligation de publier un droit de réponse en tant que directeur de publication. En effet, Bernard-Henri Lévy avait signé une chronique diffamatoire envers Bernard Cassen, lequel avait adressé un droit de réponse[44]. Franz-Olivier Giesbert et Bernard-Henri Lévy sont ensuite condamnés, en avril 2013, pour diffamation (envers Bernard Cassen et le Bloc identitaire) à cause de cette chronique[45].
- Le 24 janvier 2014, Franz-Olivier Giesbert est condamné pour « diffamation publique envers un groupe de personnes à raison de leur origine ou nationalité chinoise »[46] ; après cette condamnation, il quitte volontairement la présidence du Point, ne s'estimant plus « l'homme de la situation »[47].
- Le 27 avril 2017, la cour d’appel de Paris confirme la condamnation en diffamation du magazine Le Point, qui avait accusé en février 2014 Jean-François Copé d'avoir volé l’UMP. Franz-Olivier Giesbert est condamné à 1 500 euros d’amende[48]. La Cour de cassation rejette ensuite son pourvoi le 8 janvier 2019. La Cour européenne des droits de l'homme approuve cette condamnation dans un arrêt du 5 décembre 2024, jugeant que Le Point ne disposait pas d'une base factuelle suffisante pour porter de telles accusations et a manqué de prudence dans ses formulations[49].

## Vie privée
De sa première union le 14 juin 1974 avec Christine Fontaine, graphiste, il a trois enfants, Aurélien, Claire et Alexandre (dirigeant du groupe de restauration Daroc,) ; divorcé, il se remarie en 2000 avec Natalie Freund, avec qui il a deux enfants, Julien et Lena.
Il a entretenu une liaison de quatre ans avec la femme d'affaires, milliardaire et mécène syrienne Nahed Ojjeh,.
Il est l'époux de la directrice de la rédaction (2002-2014) de Elle, Valérie Toranian.
Par ailleurs, il se définit comme végétarien « à géométrie variable »,.
En 2010, dans son roman semi-autobiographique Un très grand amour, il dévoile avoir eu un cancer de la prostate en 2003, traité avec succès.

## Publications
(septembre 2024).

### Romans
- 1982 : Monsieur Adrien
- 1992 : L'Affreux, Grand prix du roman de l'Académie française
- 1995 : La Souille, Prix Interallié
- 1998 : Le Sieur dieu, Prix Jean d'Heurs du roman historique et prix Nice-Baie-des-Anges
- 2002 : Mort d'un berger
- 2003 : L'Abatteur
- 2004 : L'Américain
- 2007 : L'Immortel (adapté au cinéma en 2010 sous le titre L'Immortel)
- 2008 : Le Huitième Prophète, Paris, Gallimard.
- 2009 : Le Lessiveur
- 2010 : Un très grand amour, Paris, Gallimard, Prix Duménil[60]
- 2012 : Dieu, ma mère et moi, Paris, Gallimard.
- 2013 : La Cuisinière d'Himmler, Paris, Gallimard.
- 2014 : L'Amour est éternel tant qu'il dure
- 2016 : L'Arracheuse de dents
- 2017 : Belle d'amour
- 2019 : Le Schmock
- 2020 : Dernier été, Gallimard.
- 2021 : Rien qu'une bête, Albin Michel.

### Essais politiques et historiques
- 1977 : François Mitterrand ou la tentation de l'histoire.
- 1987 : Jacques Chirac.
- 1991 : Le Président.
- 1993 : La Fin d'une époque.
- 1996 : Le Vieil Homme et la Mort.
- 1996 : François Mitterrand, une vie.
- 2006 : La Tragédie du président.
- 2011 : M. le Président : scènes de la vie politique (2005-2011).
- 2012 : Derniers carnets : scènes de la vie politique en 2012 (et avant), Flammarion, 2012  (ISBN 978-2-0812-8256-8).
- 2016 : Chirac, une vie, Grand Prix de la Biographie politique du Touquet-Paris-Plage
- 2016 : Une journée avec…, Pocket / Le Point, (dir. avec Claude Quétel).
- 2017 : Le théâtre des incapables, Albin Michel.
- 2017 : Une journée particulière, Perrin / Le Point, (dir. avec Claude Quétel).
- 2021 : Bernard Tapie : leçons de vie, de mort et d'amour, Les Presses de la Cité.
- 2021 : Histoire intime de la Ve République, vol. 1, Le sursaut, Gallimard,  (ISBN 978-2072966811).
- 2022 : En attendant de Gaulle…, Albin Michel
- 2022 : Histoire intime de la Ve République, vol. 2, La Belle Époque, Gallimard,  (ISBN 978-2-07-296929-4).
- 2023 : Histoire intime de la Ve République, vol. 3, Tragédie Française, Gallimard,  (ISBN 978-2-07-296930-0).

### Essai personnel
- 2018 : La dernière fois que j'ai rencontré Dieu, Gallimard, 192 p.

### Essais en faveur de la cause animale
- 2014 : L'animal est une personne, pour nos sœurs et frères les bêtes[61]
- Franz-Olivier Giesbert (dir.) et huit autres auteurs, Manifeste pour les animaux, Paris, Autrement, octobre 2014, 144 p. (ISBN 978-2746736115, présentation en ligne)[62]

### Ouvrage collectif
- Les Fantaisies microcosmiques, avec Christophe Barbier, Claudie Decultis, Philippe Fenwick, Claudine Galéa, Victor Haïm, Stanislas Kemper, Maxime Lombard, Murielle Magellan, Amélie Nothomb, René de Obaldia, Érik Orsenna, Dominique Paquet, Jean-Yves Picq, Emmanuelle Polle, Fabienne Rouby, Karin Serres, Gonzague Saint Bris, Marie-Claude Tesson-Millet, Sylvain Tesson, Sébastien Thiéry et Florian Zeller, L'Avant-Scène Théâtre, collection Des Quatre Vents, 2004.